# Españolas de los grupos protestantes del siglo XVI

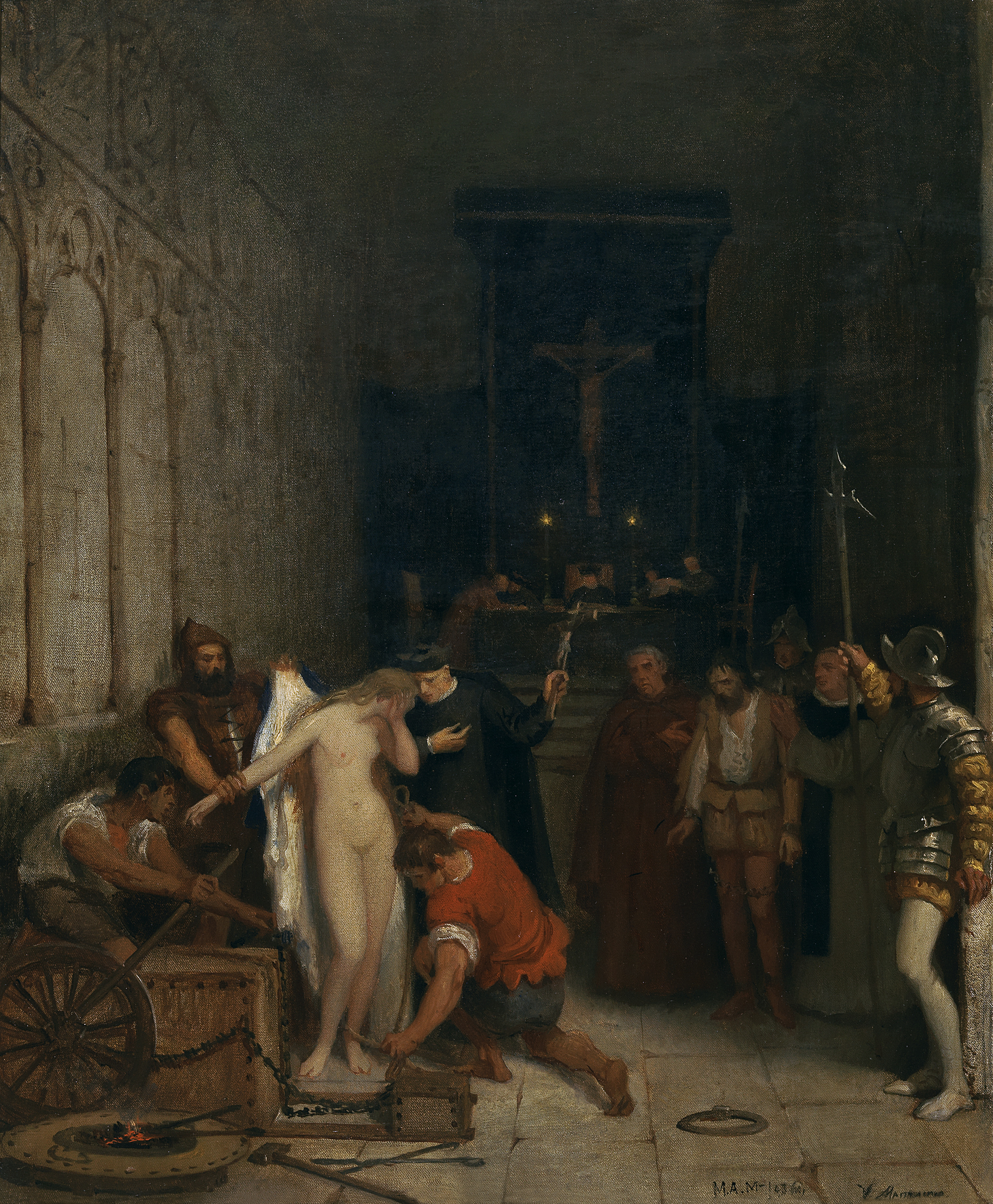
Víctor Manzano y Mejorada. Una escena de la Inquisición (boceto preparatorio), 1859. Óleo sobre lienzo,
52 x 43 cm. Museo del Prado.

Las españolas de los grupos protestantes del siglo XVI que se comprometieron, activamente, con los planteamientos de la Reforma, fueron en su mayoría mujeres jóvenes, cultas, consagradas a menudo a la vida religiosa, algunas procedentes de las familias más notables de la época.
En cuanto a su distribución geográfica y teológica, casi todas formaron parte de pequeñas congregaciones fundadas en Valladolid (próxima al luteranismo) y Sevilla (tendente al calvinismo), en las que sus integrantes se dedicaban sobre todo a leer Biblias «sin notas», traídas del extranjero.
Muchas de ellas acabaron siendo condenadas a diversas penas en los autos de fe celebrados en ambas ciudades entre mayo de 1559 y septiembre de 1568, si bien cabe resaltar que la mayoría de las veces se trata de datos claramente incompatibles, dependiendo de cuáles sean los textos o documentos consultados.

## Los focos: Valladolid y Sevilla

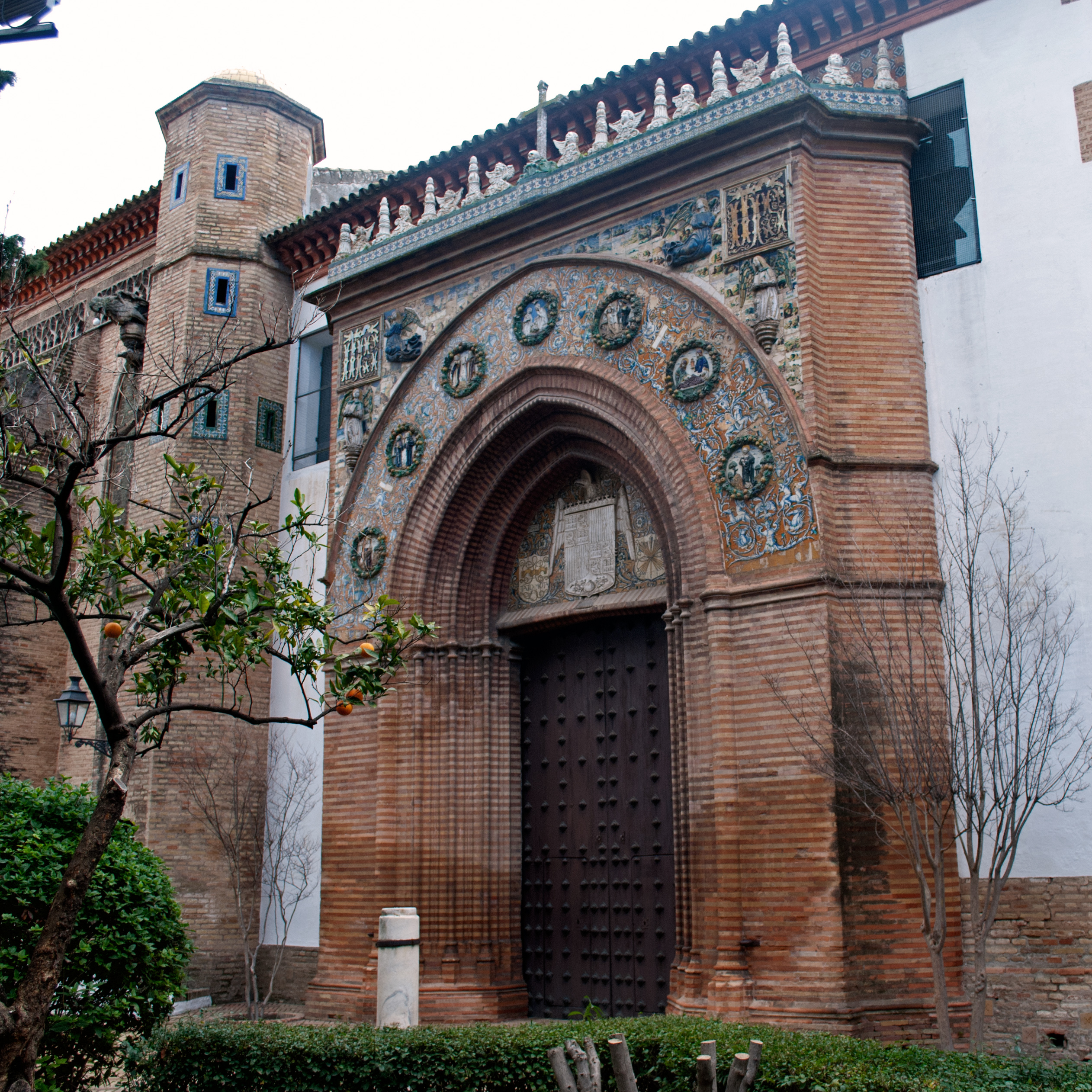
Sevilla. Portada de la iglesia del convento de Santa Paula.

Por los autos de fe en que se vieron envueltas, se conocen los nombres de Leonor de Vivero, madre de Agustín Cazalla; Mencía de Figueroa, esposa de Pedro Sarmiento; Ana Enríquez de Rojas, hija de los marqueses de Alcañices; Beatriz Vivero Cazalla; Francisca de Zúñiga, hija del licenciado Antonio de Baeza; Isabel de Estrada y Juana Velázquez, dos vecinas de Pedrosa del Rey; Juana de Silva, hija natural del marqués de Montemayor y esposa de Juan de Vivero; Catalina de Ortega, vecina de Valladolid, hija del fiscal Hernando Díaz y viuda del comendador Loaisa, entre otras.
También los conventos de monjas jugaron un papel predominante en la rápida expansión de las nuevas ideas. Así, destacaron en Valladolid los de Santa Clara y Belén (cisterciense), donde «cayeron […] en la misma herejía» (Heterodoxos I, p. 938) las religiosas Margarita Santisteban, María de Miranda, Francisca de Zúñiga, Felipa de Heredia, Catalina de Alcaraz y Marina de Guevara. A todas ellas llamó Gonzalo de Illescas «monjas bien mozas y hermosas que, no contentas con ser luteranas, habían sido dogmatizadoras de aquella maldita doctrina».
En Sevilla, fue la casa de Isabel de Baena (Montes la llamó «el templo de la nueva luz») la que acogió a mujeres como María Gómez, viuda del boticario de Lepe Hernán Núñez; Leonor Gómez, hermana de la anterior y esposa de un médico de Sevilla; sus hijas Elvira, Teresa y Lucía; María de Virués, María Coronel y María de Bohórquez, entre otras:

[…] María de Bohórquez era hija natural de Pedro García de Xerez Bohórques, de una de las primeras casas de Sevilla. Cuando contaba veintiún años fue arrestada por luterana. Conocía el latín y el griego, tenía una gran biblioteca de libros luteranos y sabía de memoria el Evangelio. Conducida a prisión, defendió sus puntos de vista y rechazó el considerarse culpable de herejía; declaró que su hermana Juana conocía sus opiniones y no las criticaba (ello originó la detención de Juana). Fue condenada a la hoguera en el auto de fe de 1571.

Doris Moreno Martínez (2004). La invención de la Inquisición. Marcial Pons Historia. p. 177. ISBN 9788495379788.

En cuanto a los conventos de Sevilla, destacaron los de Santa Paula (jerónimo) y Santa Isabel (franciscano). Se documentan en ellos las hermanas Francisca de Chaves, «monja de Santa Isabel que llamaba "generación de víboras" a los inquisidores»; Leonor de San Cristóbal; Juana de los Reyes; Catalina de San Jerónimo y Ana de los Ángeles.

## Autos de fe

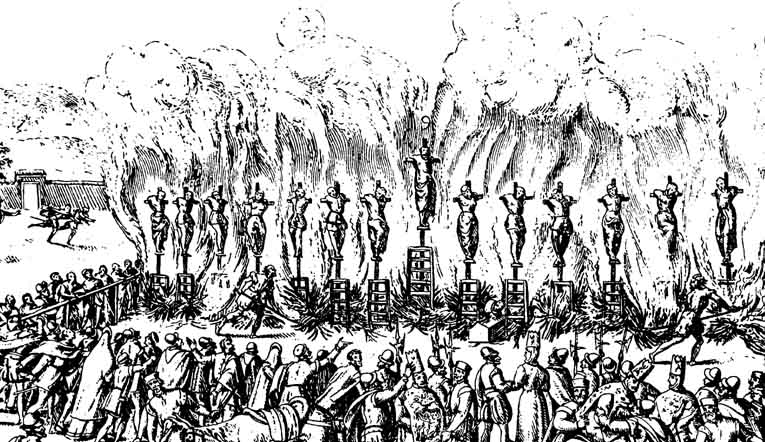
Jan Luyken. Auto de fe celebrado en Valladolid el 21 de mayo de 1559.

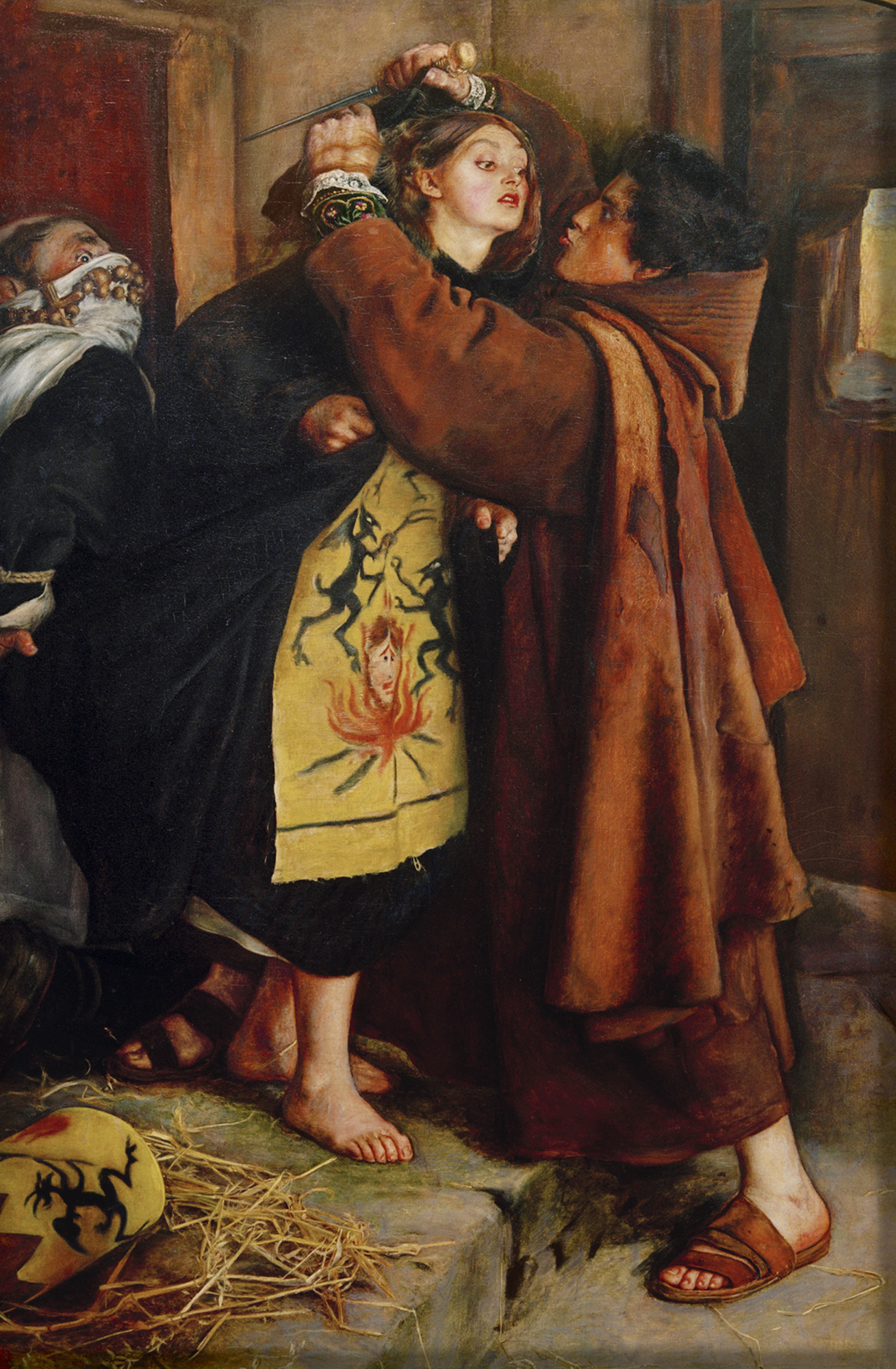
Este curioso óleo sobre lienzo del británico John Everett Millais (La huida de una hereje) reproduce el instante en que dos monjes ayudan a escapar de la cárcel de Valladolid a la joven Juana de Acuña, vestida con sambenito y, al parecer, condenada por la Inquisición en 1559.

### Valladolid
En Valladolid, donde las tesis luteranas acababan de ser introducidas por Carlos de Seso, natural de Verona, «hijo del obispo de Plasencia de Italia», que, tras haber militado en el Ejército imperial se estableció en Toro en 1550, destacó la figura de Leonor de Vivero, quien se sumó a las nuevas creencias religiosas de su hijo Pedro de Cazalla (párroco de Pedrosa y amigo de Seso) y se encargó de transmitirlas, al menos, a otros cuatro de sus hijos, a la vez que celebraba en su casa reuniones clandestinas:

La mujer de un platero de esta ciudad, llamado Juan García, observó con extrañeza que su marido se levantaba todas las noches cautelosamente y salía de casa. Habiendo seguido sus pasos, impulsada por los celos, vio que entraba sigilosamente en casa de doña Leonor de Vivero, viuda de Pedro Cazalla, y que no era su marido el único que entraba, sino que concurrían otras personas de ambos sexos. Las reuniones se celebraron después en casa de don Agustín Cazalla, capellán y predicador del Emperador. […] Habiendo declarado sus sospechas al confesor, este le manifestó la obligación en que estaba de denunciar al Santo Oficio aquella reunión clandestina. De resultas de la denuncia, los protestantes fueron sorprendidos en casa del doctor Cazalla, y tanto este como las demás personas aprehendidas en aquel conciliábulo conducidas a la cárcel del Santo Oficio.

Vicente de la Fuente (1874). Historia de las sociedades secretas, antiguas y modernas en España, y especialmente de la Francmasonería I. Madrid. Imprenta a cargo de D. R. P. Infante. pp. 54-55. ISBN 9788461122257.

21 de mayo de 1559
En el auto de fe celebrado el 21 de mayo de 1559, presidido por Juana de Austria y el príncipe Carlos (de 13 años de edad), de un total de treinta y una personas, fueron condenadas Mencía de Figueroa, casada con Pedro Sarmiento de Rojas: sambenito, cárcel perpetua y confiscación de bienes; Ana Enríquez de Rojas, reclusión en un convento; «tenía entonces veinte y cuatro años, sabía muy bien Gramática latina y había leído las obras de Calvino y Constantino Ponce de la Fuente»; Beatriz Vivero Cazalla, confiscación de bienes y relajación al brazo secular; Constanza de Vivero, viuda de Hernando Ortiz, contador del rey: sambenito, cárcel perpetua y confiscación de bienes; «cuando el doctor [Cazalla] vio pasar a su hermana, se volvió a la princesa gobernadora y le dijo: "Señora, suplico a Vuestra Alteza que se compadezca de esta infeliz porque deja trece hijos huérfanos"»; Francisca de Zúñiga, cárcel y sambenito perpetuo; Isabel de Estrada, garrote, Catalina Román, garrote; Juana Velázquez, garrote; Juana de Silva, confiscación de bienes, cárcel perpetua y sambenito; Leonor de Toro, confiscación de bienes, sambenito y cárcel perpetua y Catalina de Ortega, garrote.
Según De la Fuente:

El día 21 de mayo de 1559, fueron quemados públicamente el doctor don Agustín Cazalla y sus hermanos Francisco, cura de Hormigos, doña Beatriz Vivero Cazalla y doña Constanza de Vivero, viuda de Hernando Ortiz, contador del Rey. También fueron quemadas doña Catalina de Ortega, viuda del comendador Loaisa, Catalina Román e Isabel de Estrada, vecina de Pedrosa, y Juana Blázquez, criada de la marquesa de Alcañíces. De las monjas, dice el historiador Gonzalo de Illescas, testigo presencial del suceso, que eran muy guapas.

Vicente de la Fuente (1874). Historia de las sociedades secretas, antiguas y modernas en España, y especialmente de la Francmasonería I. Madrid. Imprenta a cargo de D. R. P. Infante. p. 55. ISBN 9788461122257.

Leonor de Vivero, que había fallecido antes de comenzar el proceso y que, «como difunta católica [había sido sepultada] en una capilla con panteón en la iglesia del monasterio de San Benito el Real de Valladolid», de la que era propietaria, fue desenterrada y «condenada en efigie»:

Lleváronse además los huesos y estatua de doña Leonor de Vivero, acusada en muerte por el fiscal de la Inquisición como luterana, lo que acreditó este por medio de la prueba llamada "de inquisidores" o declaraciones de testigos obtenidas mediante el tormento. Resultando por dicha prueba que la casa de esta señora servía de templo a los luteranos, donde celebraban sus reuniones, fue condenada a ser quemada en efigie, con infamia trascendental a su descendencia, confiscación de bienes y demolición de su casa, en cuyo solar se levantó una pilastra con la siguiente inscripción:

Presidiendo la Iglesia Romana Paulo IV y reinando en España Felipe II. El Santo Oficio de la Inquisición ordenó derrocar e asolar estas casas de Pedro Cazalla y Leonor de Vivero, su mujer, porque los herejes luteranos se juntaban a hacer conciliábulos contra nuestra Santa Fe Católica e Iglesia Romana. En 21 de mayo de 1559.

Manual histórico y descriptivo de Valladolid. Editorial MAXTOR. 1861. p. 56. ISBN 9788490014615.

Fueron también condenadas:
María de Rojas, "Monja en el convento de Santa Catalina de Valladolid, de edad de cuarenta años, hermana de doña Elvira de Rojas, marquesa de Alcañices, hijas ambas del primer marqués de Poza; castigada por luterana con sambenito en el auto de fe, reclusión en su propio convento, donde sea la última de la comunidad en coro y refectorio, y esté privada de voto activo y pasivo".
Marina de Saavedra, "Vecina de Zamora, viuda de Juan Cisneros de Soto, hijodalgo, principal; castigada por luterana con sambenito, cárcel perpetua y confiscación de bienes".
Isabel Mínguez, "Criada de doña Isabel Vivero Cazalla, que salió al auto para ser quemada […], castigada por luterana con sambenito, cárcel perpetua y confiscación de bienes".
8 de octubre de 1559
El 8 de octubre del mismo año, con la asistencia de Felipe II y la mayoría de miembros de su corte, de un total de casi cuarenta personas, fueron condenadas a diversas penas Isabel, esposa de Carlos de Seso, «hija de don Francisco de Castilla, caballero de la Orden de Alcántara, y de doña Catalina Ladrón de Guevara y Ávalos, sobrina carnal del obispo de Calahorra don Alonso de Castilla y prima del deán de Toledo don Diego de Castilla, todos descendientes del rey don Pedro llamado el Cruel», sambenito, cárcel perpetua y confiscación de bienes; y Catalina de Castilla, hija de Diego de Castilla y de María de Ávalos y sobrina de la anterior; así como las monjas del convento de Belén Eufrosina Ríos, «[…] monja de la Orden de Santa Clara de Valladolid, fue convencida de luteranismo por veinte y dos testigos; [permaneció] impenitente hasta ser atada en el quemadero; allí se confesó, murió agarrotada y se quemó su cadáver»; Catalina de Reynoso, «de edad de 21 años»; María de Miranda, Margarita Santisteban, Francisca de Zúñiga, hija de Jerónimo de Reynoso, señor de Astudillo, y hermana de Francisco de Reynoso y Baeza, futuro obispo de Córdoba; Felipa de Heredia, Catalina de Alcaraz y Marina de Guevara, de quien «el inquisidor general arzobispo de Sevilla (Fernando de Valdés) estaba empeñado de veras en que no fuese condenada», entre otras. Fueron quemadas seis mujeres, siendo cuatro de ellas monjas del convento de Santa Clara
También iba a ser ejecutada ese día Juana Sánchez, vecina de Valladolid, «convencida de luterana». Pero, al saber que estaba sentenciada, «se hirió en la garganta con unas tijeras, de cuya herida murió a los pocos días en la cárcel; y aunque se le predicó para que recibiera el sacramento de la confesión, no quiso: murió impenitente. Sus huesos fueron llevados en ataúd al auto de fe en estatua, y todo fue quemado con los demás reos».
Fue también condenada: Catalina de Reynoso, "Monja del convento de Belén de Valladolid, de edad de 21 años, hija de Jerónimo de Reynoso, señor de la villa de Astudillo de Campos, y de doña Juana de Baeza, su mujer, hermana de don Francisco de Reynoso, obispo de Córdoba, y de doña Inés de Reynoso, que vivía en Málaga, casada con Gonzalo Pérez de Vivero, hermano del doctor Cazalla. [Su madre] descendía de judíos. Fue convencida de luteranismo y consta que cuando las otras monjas cantaban en el coro, decía: 'Gritad y dad voces altas a Baal, quebraos la cabeza y aguardad a que os remedie'. Se la condenó a relajación por confitente ficta, se confesó y murió en el garrote antes de ser quemada".
26 de septiembre de 1568

[Y] ya que de autos de fe vamos hablando, diremos que en el celebrado a 26 de septiembre de 1568 murió en las llamas Leonor de Cisneros, esposa del bachiller Herreruelo, que, admitida a penitencia, se había hecho de nuevo luterana, perdiendo la vida como su esposo y mostrándose hasta el último momento insensible a las caritativas palabras de don Juan Manuel, obispo de Zamora.

Fernando Fulgosio (2002). Crónica de la provincia de Valladolid. Crónica general de España. Editorial MAXTOR. p. 67. ISBN 9788497610087.

### Sevilla
Como afirma Marcel Bataillon, «España se nos muestra en Sevilla […] agitada por una predicación que no se podría llamar implícitamente protestante, que se deriva claramente del iluminismo erasmista y que, entre 1535 y 1555, se adhiere a la justificación por la fe sin deducir de ella conclusiones fatales para los dogmas católicos».
La capital andaluza se convirtió en un auténtico hervidero de grupúsculos (Valera los cuantifica en cerca de ochocientos), donde el interés por el movimiento reformador se instaló fuertemente:

También prendió la Reforma entre las mujeres, casi todas convictas de haber escuchado los sermones de Egidio, pero fueron muy pocas las condenadas por protestantes: una jerónima de Santa Paula (Leonor de San Cristóbal) y una monja erudita de Santa Isabel (Francisca de Chaves), que se mantuvo contumaz hasta el fin.

Rafael Sánchez Mantero (1999). Las cofradías de Sevilla en la modernidad. Universidad de Sevilla. p. 66. ISBN 9788447205097.

24 de septiembre de 1559
En el auto de fe celebrado en la Plaza de San Francisco el domingo 24 de septiembre de 1559, al que asistieron el obispo auxiliar de Sevilla (Alonso de Sanabria) y los de Lugo (Juan Suárez de Carbajal), Canarias (Diego Tello de Deza) y Tarazona (Juan González Munébraga), fueron relajadas y quemadas, entre otras, María de Bohórquez, «hija bastarda del jurado Pero García de Xerez y Bohórquez, hereje do[g]matizadora de la se[c]ta luterana y pertinaz hasta el tablado»; María Coronel, María de Virués, «doncella honesta, hereje luterana»; Francisca López, «texedora, hereje luterana»; María de Cornejo, «hereje luterana»; Isabel de Baena, «doncella honesta, hereje luterana»; Catalina González, «hermana del licenciado Juan González, hereje luterana» y María González, hermana de la anterior, «hereje luterana»:
María Coronel o, más frecuentemente, Cornel, es coprotagonista junto a María de Bohorquez de la novela intitulada Cornelia Bororquia.
22 de diciembre de 1560
El 22 de diciembre de 1560, fueron quemados treinta y cuatro protestantes, entre los que se encontraban Francisca de Chaves, monja del convento de Santa Isabel y discípula de Egidio (mantuvo contacto con el grupo protestante parisino); Ana de Ribera, viuda del maestro Hernando de San Juan, quemado en el auto anterior; Francisca Ruiz, esposa del alguacil de Sevilla Francisco Durán; María Gómez, Catalina Sarmiento, viuda de Fernando Ponce de León, «decurión» perpetuo de Sevilla; Leonor Gómez (hermana de María) y sus tres hijas solteras, María y Luisa de Manuel.
Fue también condenada: María González, "Natural de Utrera, ama de gobierno de Gaspar de Benavides, salió al auto en cuerpo con sambenito, soga en el cuello y mordaza en la boca, condenada [a] doscientos azotes y destierro del distrito de la Inquisición de Sevilla, solo por haber permitido que unos presos comunicasen con otros en virtud de dádivas y promesas".
26 de abril de 1562
El tercer auto de fe celebrado en Sevilla tuvo lugar el 26 de abril de 1562 y en él fueron relajadas y quemadas Ana de Mairena (junto con su marido, Francisco de Cárdenas) y María de Trigueros, mujer de Constantino Espada. Fueron condenadas a cárcel perpetua Ana de Illescas e Inés Hernández.
28 de octubre de 1562
Finalmente, el 28 de octubre de 1562, tuvo lugar el último auto de fe en el que aparecen condenados 22 protestantes, aunque que las cinco mujeres encausadas: Isabel Martínez y Elvira de Alvo, Francisca Beltrán, Catalina de San Esteban y Catalina de Canaus, solo fueron sentenciadas a pagar diversas multas.

## Otras encausadas
Úrsula de la Cruz, nacida en Viena y monja de las Recogidas de Alcalá de Henares, fue condenada a cárcel perpetua en el auto de fe celebrado en Toledo el 4 de junio de 1571. Según Werner, en 1585, se presentó voluntaria ante el comisario de la Inquisición en la ciudad, declarando arrepentida que había dudado de la inmaculada concepción de María, de la presencia real de Jesús en el pan y el vino consagrados, golpeado una imagen de un Cristo que había en el convento, comido carne los viernes y propalado entre sus compañeras los errores que por entonces circulaban por su país de origen.
Desde el primer momento, el Consejo se tomó muy en serio el caso (más aún tratándose de una monja), poniéndose en contacto con el comisario de Alcalá, quien, inexplicablemente, la absolvió a los pocos días. Pero unas semanas después, volvió a presentarse, esta vez ante el comisario de Madrid, reconociendo que, pese a la sentencia absolutoria anterior, no se había apartado de sus graves errores, por lo que fue condenada a permanecer recluida en su celda durante un año (solo los domingos y fiestas de guardar se le permitía trasladarse a la capilla para oír misa) y ayunar todos los viernes. De la Cruz cumplió su castigo, dando la impresión de que se había alejado del protestantismo.
Sin embargo, en 1588, se presentó por tercera vez ante las autoridades inquisitoriales, acusándose a sí misma de haber caído nuevamente en los mismos errores, al considerar el luteranismo como la religión verdadera. Fue condenada a cárcel perpetua (sin posibilidad de remisión) en el convento de la Magdalena.
En 1594, a los 35 años de edad, volvió a reincidir. Como ya se había reconciliado en tres ocasiones anteriores, el Consejo optó esta vez por confiscarle los bienes.
También salvó la vida Juana de Bohórquez, hermana de María de Bohórquez, pero la confesión de esta, de que pese a que conocía sus creencias religiosas nunca se las reprochó, la llevó a sufrir las consecuencias del proceso inquisitorial.

## Españolas de los grupos protestantes delsigloXVI(relación incompleta)
| - Ana de Illescas - Ana de los Ángeles - Ana de Mairena - Ana de Ribera - Ana Enríquez de Rojas - Beatriz Vivero Cazalla - Catalina de Alcaraz - Catalina de Canaus - Catalina de Castilla - Catalina de Ortega - Catalina de Reynoso - Catalina de San Esteban - Catalina de San Jerónimo - Catalina González - Catalina Román - Catalina Sarmiento - Constanza de Vivero - Elvira Núñez [hija de Leonor Gómez] - Elvira de Alvo - Eufrosina Ríos - Felipa de Heredia | - Francisca Beltrán - Francisca de Chaves - Francisca de Zúñiga - Francisca López - Francisca Ruiz - Inés Hernández - Isabel de Baena - Isabel de Castilla - Isabel de Estrada - Isabel Martínez de Alvo - Isabel Mínguez - Juana Blázquez - Juana de Bohórquez - Juana de los Reyes - Juana de Silva - Juana Sánchez - Juana Velázquez - Leonor de Cisneros - Leonor de San Cristóbal - Leonor de Toro - Leonor de Vivero | - Leonor Gómez - Lucía Gómez [hija de Leonor Gómez] - Luisa de Manuel - Marina de Guevara - Margarita Santisteban - María Coronel - María de Bohórquez - María de Cornejo - María de Manuel - María de Miranda - María de Rojas - María de Trigueros - María de Virués - María Gómez - María González - Marina de Saavedra - Mencía de Figueroa - Teresa Gómez [hija de Leonor Gómez] - Úrsula de la Cruz |